# Autoserica verticalis
Autoserica verticalis är en skalbaggsart som beskrevs av Lansberge 1886. Autoserica verticalis ingår i släktet Autoserica och familjen Melolonthidae. Inga underarter finns listade.